# Гребенников, Виктор Степанович
Ви́ктор Степа́нович Гребеннико́в (23 апреля 1927, Симферополь — 10 апреля 2001, Новосибирск) — российский энтомолог и апиолог, художник-анималист, специалист по разведению и охране насекомых, писатель. Заслуженный эколог России, член Международной ассоциации учёных-исследователей пчёл, а также член Социально-экологического союза и Сибирского экологического фонда. Создатель Новосибирского музея агроэкологии и охраны окружающей среды.
Самоучка, не имел высшего образования.

## В ГУЛАГе
В 1947 году был осуждён на 20 лет лагерей за подделку хлебных карточек (нарисовал их от руки). В лагере едва не умер от истощения, но избежал смерти благодаря своему таланту художника: рисовал наглядную агитацию. Освобождён по амнистии 1953 года. В 1990 году опубликовал в журнале «Наука и жизнь» автобиографическую статью «Мои университеты», снабжённую собственноручными рисунками, показывающими ужасы советских лагерей. По его словам, его до старости мучали кошмары, что его отправляют досиживать оставшиеся 14 лет срока.

## Научная деятельность
С 1976 года работал в Новосибирске в Сибирском НИИ земледелия и химизации сельского хозяйства. Создал в посёлке Краснообске Новосибирской области, где проживал, несколько микрозаповедников (заказников) для насекомых.
Известен предположением, что насекомые летают за счёт «эффекта полостных структур» (антигравитации). Около 1988 года он построил «гравитолёт», описанный в первоапрельском номере журнала «Техника — молодёжи» (1993-04, страница 44).

## Основные работы
Научно-популярная энтомология
- Гребенников В. С. Миллион загадок. Записки энтомолога. — Новосибирск: Зап.-Сиб. кн.изд-во, 1968. — 108 с.
- Гребенников В. С. В стране насекомых. Записки и зарисовки энтомолога и художника. — М.: Колос, 1979. — 168 с.
- Гребенников В. С. Мой удивительный мир. — Новосибирск: Зап.-Сиб. кн. изд-во, 1983. — 164 с.
- Гребенников В. С. Тайны мира насекомых. — Новосибирск: Новосибирское книжное издательство, 1990. — 272 с.
- Гребенников В. С. Мой мир. — Новосибирск: Советская Сибирь, 1998. — 319 с. — 3000 экз. Архивировано 27 января 2013 года.

Эффект полостных структур
- Гребенников В. С. О физико-биологических свойствах гнездовий пчел-опылителей // Сибирский вестник сельскохозяйственной науки, 1984, № 3, стр. 111—113.
- Гребенников В. С. Секрет пчелиного гнезда // Техника-Молодежи. 1984. № 6. С. 39-41.
- Гребенников В. С. Секрет гнездовий одиноких пчел // Пчеловодство. 1984. № 12. С. 28-29.
- Гребенников В. С. Дистанционное восприятие живыми организмами информации // Всесоюзная научно-техническая конференция «Применение методов теории информации для повышения эффективности и качества сложных радиоэлектронных систем» (тезисы докладов) : сборник. М., 1984.
- Гребенников В. С., Золотарев В. Ф. Явление взаимодействия многополостных структур с живыми системами : приоритетная справка на открытие № 32-ОТ-11170 от 03.09.1985 г.
- Гребенников В. С., Золотарев В. Ф. Теория полевого излучения многополостных структур : тезисы доклада на Междисциплинарной научно-технической школе-семинаре Томского политехнического института им. С. М. Кирова 18-24 апреля 1988 г.
- Гребенников В. С. Непериодические быстропротекающие явления в окружающей среде. Ч. III. Томск, 1988.
- Гребенников В. С. Инопланетяне в сотах // Природа и человек. 1990. № 8. С. 22-27.

Воспоминания
- Гребенников В. С. Мои университеты // Наука и жизнь. 1990. № 8. С. 122—126.